# Коаста (Клуж)
Коаста (рум. Coasta) — село у повіті Клуж в Румунії. Входить до складу комуни Бонцида.
Село розташоване на відстані 321 км на північний захід від Бухареста, 25 км на північний схід від Клуж-Напоки.

## Населення
За даними перепису населення 2002 року у селі проживала 171 особа, усі — румуни. Рідною мовою 170 осіб (99,4%) назвали румунську.